# Liverpool 8 (brano musicale)
Liverpool 8 è una canzone di Ringo Starr, title track dell'omonimo album del 2008. È stata pubblicata come singolo digitale ai primi del dicembre 2007, e stampata su vinile e compact disc il 7 gennaio 2008. Il singolo, venduto a 99 pence, è arrivato alla novantanovesima posizione nel Regno Unito. Il titolo è il riferimento al distretto postale numero 8 di Liverpool, dove è nato Starr. In un video promozionale appaiono Ringo e Dave Stewart, co-produttore del singolo. Il numero di catalogo del CD era CDLIV8, quello del 45 giri LIV8. Il testo della canzone narra, nell'ordine, di quando Starr era nella band di Ringo Starr, di quando ad Amburgo suonò con i Beatles e di quando questi ultimi suonarono al Shea Stadium, citando anche due strade di Liverpool, Madryn Street e Admiral Grove.

## Formazione
- Ringo Starr: voce, cori, batteria, percussioni, battimani
- Dave Stewart: chitarra acustica, chitarra solista
- Sean Hurley: basso elettrico
- Gary Burr: cori, battimani
- Steve Dudas: cori, battimani
- Brent Carpenter: cori, battimani
- Mark Hudson: cori, battimani
- Bruce Sugar: cori, battimani
- Keith Allison: cori, battimani

L'arrangiamento orchestrale è stato scritto da Suzie Katayama e Stewart, e l'orchestra è stata diretta dalla prima. La canzone è stata mixata da Bill Malina.

## Tracce singolo

### Downalod digitale, CD
Testi e musiche di Richard Starkey, Dave Stewart.
1. Liverpool 8 – 4:49

Durata totale: 4:49

### Vinile rosso
1. Liverpool 8 – 4:49 (Richard Starkey, Dave Stewart)
2. For Love – 3:49 (Richard Starkey, Mark Hudson)

Durata totale: 8:38